# Яблоновский, Ян Станислав
Ян Станислав Яблоновский (пол. Jan Stanisław Jabłonowski, 1669 — 28 апреля 1731) — польский государственный деятель и писатель, хорунжий великий коронный (1687—1693), воевода волынский (1693—1697) и русский (1697—1731), канцлер великий коронный (1706—1709), старший сын знаменитого полководца и гетмана великого коронного Станислава Яна Яблоновского (1634—1702) и Марианны Казановской (1643—1687), дядя польского короля Станислава Лещинского.

## Биография
Будучи влиятельным магнатом и главой рода Яблоновских получил должность коронного канцлера. Во время войны Карла XII с Августом II Яблоновский поддерживал последнего, но затем стал приверженцем своего племянника Станислава Лещинского, которого шведский король возвёл на польский престол. Август II приказал арестовать Яблоновского и заключил в крепость Кёнигштайн.
Освобождённый из заключения, Яблоновский оставил политическую деятельность и занялся литературой. Он писал о недостатках современной ему польской жизни и призывал своих соотечественников произвести улучшения. Мысли о необходимости реформ он изложил в сочинении: «Skrupuł bez skrupu ł u w Polszcze albo o ś wiecenie grzechów narodowi naszemu polskiemu zwyczajniejszych a za grzechy nie mianych etc.» (1730). Тут он осуждал, между прочим, liberum veto, говоря, что из него произойдёт когда-нибудь vae (горе).

## Семья и дети
6 февраля 1693 года Ян Станислав Яблоновский женился на Жанне Марии де Бетюн (ум. 1744), дочери французского посла Франсуа-Гастона де Бетюна, племяннице польской королевы Марысеньки. От этого брака происходят все последующие Яблоновские. Дети:
- Станислав Винцентий Яблоновский (1694—1754), воевода равский
- Ян Каетан Яблоновский (1699—1764), воевода брацлавский
- Дмитрий Александр Яблоновский (1704/1706-1788), староста швецкий и ковельский
- Катарина Яблоновская, жена подскарбия великого коронного Франтишека Максимилиана Оссолинского
- Марианна Яблоновская

Представляют интерес его мемуары, часть которых напечатана (1694—1695, 1698—1700 гг).

## Сочинения
- Петр I в Русской Раве в 1698 году // Киевская старина, 1882. — Т. 1. — № 1. — С. 214—218. Архивная копия от 8 марта 2016 на Wayback Machine